# Thụy Duyên
Thụy Duyên là một xã thuộc huyện Thái Thụy, tỉnh Thái Bình, Việt Nam.
Xã có diện tích 5,14 km², dân số năm 1999 là 4990 người, mật độ dân số đạt 971 người/km².